# Химна Сан Марина
Национална химна Републике (итал. Inno Nazionale della Repubblica) је химна Сан Марина; усвојена је 1894. године.
Химна званично нема текст. Незванично се користи текст Ђозуа Кардучија:
Oh antica Repubblica onore a te virtuosa onore a te generosa fidente, virtuosa.
Oh, Repubblica onore e vivi eterna con la vita e gloria d'Italia Oh Repubblica onore a te.